# Estación de Holderbank
La estación de Holderbank es una estación ferroviaria de la comuna suiza de Holderbank, en el Cantón de Argovia.

## Historia y situación
La estación de Holderbank fue inaugurada en el año 1858 con la puesta en servicio del tramo Brugg - Aarau de la línea Baden - Aarau por parte del Schweizerische Nordostbahn (NOB). En 1902 la compañía pasaría a ser absorbida por SBB-CFF-FFS.
Se encuentra ubicada en el borde noroeste del núcleo urbano de Holderbank. Cuenta con dos andenes laterales a los que acceden dos vías pasantes.
En términos ferroviarios, la estación se sitúa en la línea Baden - Aarau. Sus dependencias ferroviarias colaterales son la estación de Schinznach Bad hacia Baden y la estación de Wildegg en dirección Aarau.

## Servicios ferroviarios
Los servicios ferroviarios de esta estación están prestados por SBB-CFF-FFS:

### S-Bahn Argovia
En la estación efectúan parada trenes de una línea de la red S-Bahn Argovia:
- S 29 (Langenthal – Olten –) Aarau – Wildegg – Brugg – Turgi.